# Toyota bZ4X
La Toyota bZ4X è la prima autovettura elettrica prodotta dalla casa automobilistica giapponese Toyota a partire dal 2021.

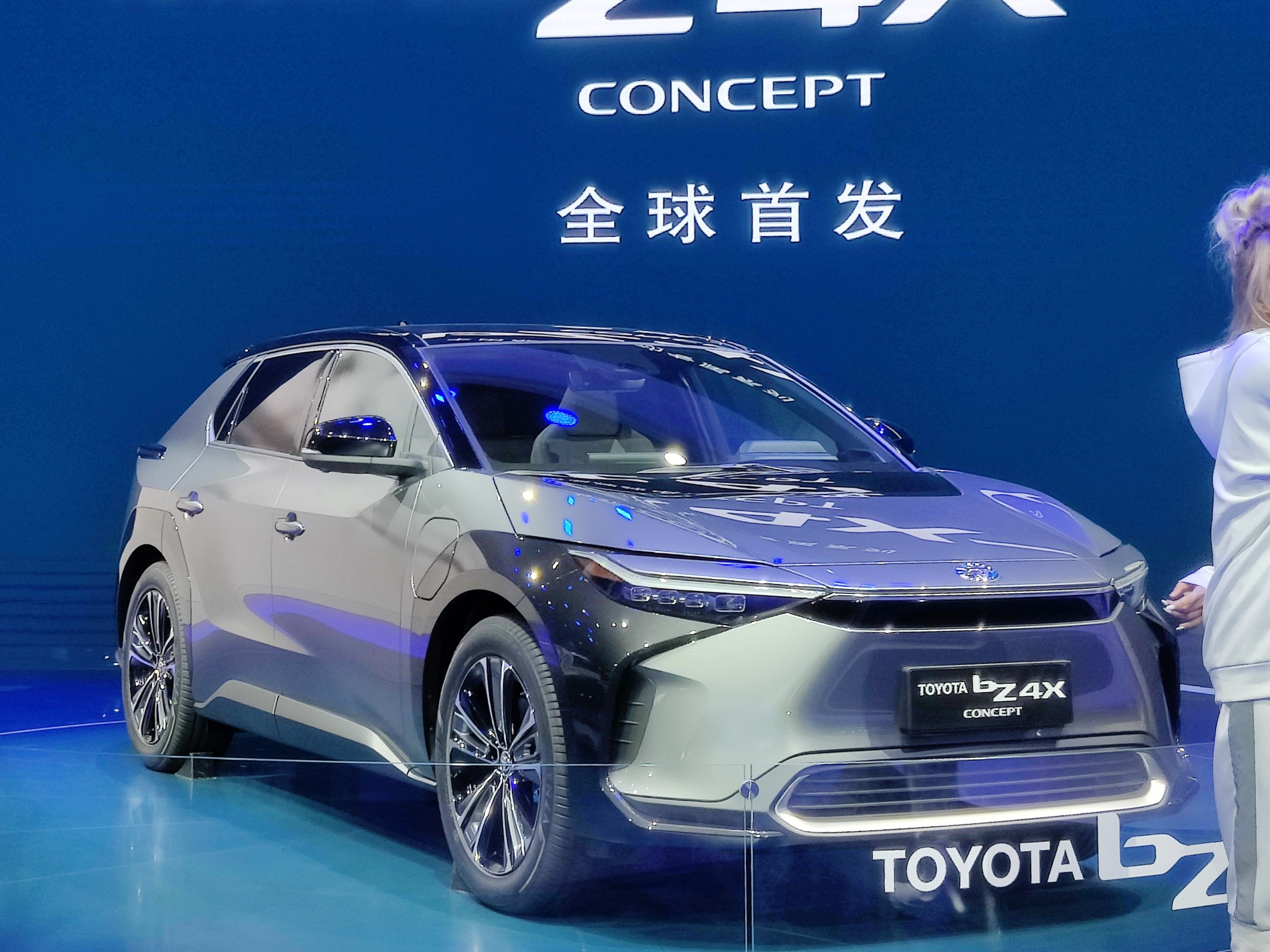
bZ4X Concept

## Descrizione
La Toyota bZ4X è un crossover SUV di medie dimensioni costruito dalla Toyota. Il veicolo ha debuttato nell'aprile 2021 sotto forma di concept car chiamato "bZ4X Concept". È il primo veicolo a essere basato sulla piattaforma e-TNGA co-sviluppato da Toyota e Subaru ed è anche il primo modello della famiglia Toyota bZ di veicoli a zero emissioni.
La bZ4X Concept è stata presentata il 19 aprile 2021 al salone di Shanghai. La bZ4X ha delle dimensioni simili alla RAV4, ma è più bassa e con un passo più lungo. Il veicolo è stato sviluppato in collaborazione con Subaru.
Ulteriori specifiche sono state diffuse nell'ottobre 2021. Il modello a trazione anteriore con motore singolo del tipo sincrono a magneti permanenti per il mercato giapponese è alimentato da un'unità da 150 kW (204 CV) con un'autonomia stimata di 500 km e con lo 0-100 km/h coperto in 8,4 secondi, mentre il modello a doppio motore da 80 kW l'uno (109 CV) ha una potenza combinata di 160 kW (218 CV) con un'autonomia stimata di 460 km e lo 0-100 km/h viene coperto in 7,7 secondi. Entrambe le motorizzazioni sono alimentati da una batteria agli ioni di litio da 71,4 kWh. Alcuni modelli adottano anche il sistema "Steer-by-Wire", che consiste nell'assenza fisica del piantone dello sterzo, che viene sostituito da dei sensori che in base ai movimenti del volante azionano dei motorini elettrici che fanno ruotare le ruote anteriori.